# Against the Wind (Fernsehserie)
Wie ein Vogel im Wind ist eine australische Fernsehserie aus dem Jahr 1978. Es ist ein historisches Drama, das sowohl die britische Herrschaft über Irland als auch die Entwicklung von New South Wales und Australien darstellt. Jon English gewann 1979 den Logie Award für „Best New Talent“ für seine Rolle in der Miniserie als „Jonathan Garrett“. Die Serie wurde in Old Sydney Town (bei Gosford), Belgrave Heights, Warrandyte, Colac, Geelong und Emu Bottom gedreht und am 13. September 1978 zum ersten Mal ausgestrahlt. Die Serie war ein großer Erfolg. Sie war die zweitbeliebteste Show in Australien im Jahr 1978. Es war die erste große australische TV-Produktion, die in den Vereinigten Staaten ausgestrahlt wurde. Sie wurde nicht nur in Deutschland, sondern auch in der Tschechoslowakei – unter dem Namen Proti vetru (Gegen den Wind) – und auch im Iran als Dar barabar-e bad (Gegen den Wind) ausgestrahlt. Zur Serie wurde ein Soundtrack veröffentlicht, der die Charts in Norwegen anführte und die Top 10 in Australien und Schweden erreichte.

## Handlung
Zu Beginn spielt die Serie im Jahr 1790. Im damals von Großbritannien besetztem Irland wird Mary Mulvane (Mary Larkin) zu Zwangsarbeit und Deportation nach New South Wales, dem heutigen Australien, verurteilt. Zu dieser Zeit waren die Gefängnisse in Großbritannien überfüllt und man deportierte gerne angebliche Verbrecher – denn nicht jeder der verurteilt wurde, war schuldig – nach New South Wales. So wurden nicht nur die Gefängnisse entlastet, man brachte auf diese Weise auch Arbeitskräfte nach New South Wales. Auf der langen Überfahrt sind die Gefangenen dem sadistischen Kapitän ausgeliefert. Er lässt die Gefangenen misshandeln und führt an den weiblichen Gefangenen auch selber die Misshandlungen durch. In dieser Situation freundet sich Mary mit Polly McNamara (Kerry McGuire) an. Außerdem verfeindet sich Mary mit dem arroganten Officer Greville (Warwik Sims), der in New South Wales ein Kommando übernimmt.
In New Southwales angekommen, wird der schlechte Zustand der Gefangenen bemerkt. Man gewährt ihnen einige Tage Ruhe bei leichter Arbeit (Näharbeiten). Dann werden die Gefangenen zur Zwangsarbeit verkauft. Mary wird an den Armee-Captain Wiltshire verkauft. Der Wirtshausbesitzer Will Price (Frank Gallacher), der sich auch nach Gefangenen umsieht, fällt Polly auf. Polly lässt ein Wollknäuel in seine Richtung rollen, er hebt es auf, kommt mit ihr ins Gespräch und entschließt sich, sie mitzunehmen. Beide führen von Anfang an eine harmonische, eheähnliche Beziehung. Mary muss im Haus des Captains Arbeiten verrichten und seine Frau bedienen. Es ist ein großer Haushalt, viele andere Gefangenen dort haben es weniger gut als sie. Dort lernt sie dann Jonathan kennen. In Folge 12 beteiligt sich Officer Greville an einen Putschversuch gegen den Gouverneur. In gedruckten Flugblättern wird der Gouverneur als unfähiger Kranker dargestellt, u. a. wird zitiert „Heute nicht, denn ich hab Gicht.“
In der letzten Folge heiraten Mary und Jonathan und führen einen Hof. Im Abspann werden schottische Soldaten gezeigt.
| 1  | Der Traum von der Freiheit     |
| 2  | Eine Fracht wie jede andere    |
| 3  | Der Vogel in der Gerste        |
| 4  | Beug dich wie das Gras im Wind |
| 5  | Ein Offiziersagreement         |
| 6  | Das Haus auf dem Hügel         |
| 7  | Ein Baum der Freiheit          |
| 8  | Spieße und Gewehre             |
| 9  | Ein hilfreicher Nachbar        |
| 10 | Ein Leben für ein Leben        |
| 11 | Unternehmungsgeist             |
| 12 | Der Militärputsch              |
| 13 | Die Ernte                      |